# Electrió
Electrió (en grec antic Ἠλεκτρύων), segons la mitologia grega, va ser un rei de Micenes, fill de Perseu i d'Andròmeda.
Amb l'ajut d'Amfitrió va combatre contra Pterelau, que li disputava el regne, i en agraïment concedí al seu aliat la mà de la seua filla Alcmena. Fou mort accidentalment pel seu gendre quan, per aturar una vaca furiosa, llançà un bastó, però es desvià i colpejà Electrió al cap.